# Svatý Erasmus

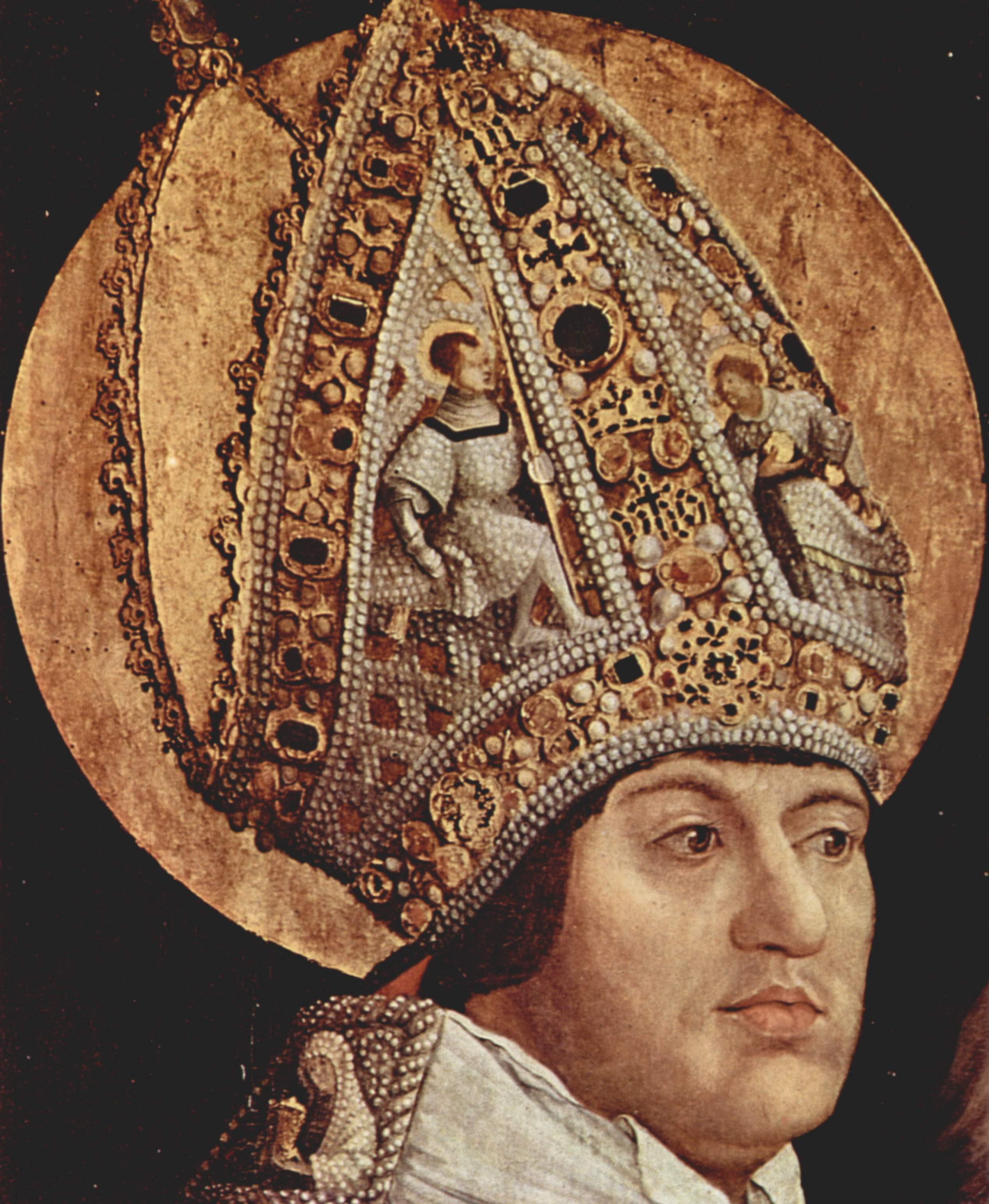
Sv. Erasmus (Detail z oltářní desky Matthias Grünewald, Stará pinakotéka, Mnichov)

Svatý Erasmus, Erasmus z Antiochie též Erasmus z Formie, Ermo, Erlo, Elmo nebo Telmo, česky též svatý Erazim (* kolem 240, Antiochie; 303 Formia) byl biskup a křesťanský mučedník. Římskokatolická církev jej slaví jako světce a řadí ho mezí Čtrnáct svatých pomocníků v nouzi a utrpení.

## Úcta
Svátek se slaví 2. června.

## Ikonografie
Byl biskupem v maloasijské Antiochii, za svou činnost pronásledován římskými vojáky a umučen z příkazu císaře Diokleciána.
Bývá vyobrazen v oděvu biskupa s mitrou na hlavě a s berlou v ruce. Jeho charakteristickým atributem jsou střeva navinutá na hřídeli, kterou drží v druhé ruce. Podle legendy mu při mučení bylo rozříznuto břicho a střeva zaživa navíjena na hřídel.
Objevuje se jako reprezentační stojící figura, vyobrazen v poutních kostelech mezi Čtrnácti svatými mučedníky, zejména na oltářních archách doby pozdní gotiky, až po dobu barokní, například na postranním oltáři v kostele františkánů v Kadani nebo bazilika Vierzehn Heiligen nedaleko Bad Staffelstein v Bavorsku. Druhým typem obrazů je legendární scéna, na níž leží mučen vojáky za císařova dozoru.
Nejznámější vyobrazení:
- Matthias Grünewald, desková malba, křídlo oltáře, Stará Pinakotéka v Mnichově
- Tilmann Riemenschneider: Socha stojícícho světce, dóm v Halberstadtu
- Deskový obraz, křídlo oltáře, Národní galerie v Praze, Šternberský palác

## Patrocinium
Patří ke Čtrnácti svatým pomocníkům, universálním patronům lidí v nemoci a v nouzi. Pomáhá při nemocech dutiny břišní. Dále je patronem námořníků, provazníků, soustružníků a tkalců.

### Kostely
Pocházejí ze 12.-16. století, kult byl rozšířen zejména na území Německa, Rakouska, Švýcarska, méně v Čechách, na Moravě a ve Slezsku. K významným památkám patří:
- Erasmuskapelle Kempten, Allgäu – archeologickým výzkumem odhalené základy nejstarší kaple tohoto zasvěcení
- Erasmuskirche Koblenz, Německo
- Kostel sv. Erasma se špitálem Bleiburg, Korutany, Rakousko
- Kostel sv. Erasma, Krumbach, dolní Rakousko
- Kostel sv. Erasma v Rohozné (okres Svitavy, raně gotický z 1. poloviny 14. století

### Pevnosti
Je po něm pojmenováno i několik pevností, mimo jiné St. Elmo na Maltě, která proslula svojí rolí při obraně Malty za velkého obležení.

### Zvony
Svatému Erasmu je unikátně zasvěcen zvon kostela svatého Gotharda ve Slaném (okr. Kladno) z roku 1545  - zatím jediný známý zvon s tímto patrociniem v českých zemích.